# عبد الله السويعي
عبد الله السويعي (مواليد 3 أبريل 1999) هو لاعب كرة قدم سعودي يلعب حاليًا في من نادي الجيل.

## مسيرة اللاعب
لعب في نادي الجيل وأعير إلى نادي الجندل في عام 2020.